# Cavnic
Cavnic (Kapnikbánya en hongrois, Kapnik en allemand) est une ville du nord de la Roumanie, située dans le județ de Maramureș, dans la région historique de Transylvanie. La ville compte 4 976 habitants en 2011.

## Géographie
Cavnic est située à 33 km à l'est de Baia Mare, chef-lieu du județ, entre les monts Lăpuș et les monts Gutâi dans les Carpates orientales. Elle a une superficie de 2 359 ha dont la plus grande partie consiste en pâturages et forêts (1 458 ha) de conifères et de hêtres.

## Climat
Cavnic a un climat continental avec des étés où la température peut monter à 30 °C et des hivers où elle descend quelques jours à −20 °C.
La neige est présente durant plusieurs mois et favorise le développement d'un tourisme hivernal.

## Histoire
La première mention officielle de la ville date de 1336 .
Au XVe siècle, Cavnic est un centre minier de première importance. Le siècle suivant entraîne la stagnation en raison des rivalités pour sa possession entre les rois de Hongrie et les princes de Transylvanie.
En 1717, Cavnic subit une attaque des Tatars de Crimée et ils sont vaincus (les tatars), ses mines se développent tout au long du siècle. En 1786, une route est construite pour rejoindre Baia Sprie.
Le XIXe siècle voit l'apogée de l'exploitation des mines de métaux non ferreux de la cité. On construit aussi des fonderies (d'or notamment).
La propriété de la mine pas par hongrois, alemans et anglais.
Cette activité s'est maintenue au XXe siècle.
En 1968, Cavnic obtient le statut de ville.

## Politique
| Période                                  | Période  | Identité         | Étiquette | Qualité |
| ---------------------------------------- | -------- | ---------------- | --------- | ------- |
| Les données manquantes sont à compléter. |          |                  |           |         |
| 2008                                     | 2015     | Alexandru Dragoș | PSD       |         |
| Les données manquantes sont à compléter. |          |                  |           |         |
| 2016                                     | En cours | Vladimir Petru   | PSD       |         |

## Religions
En 2002, 54,4 % de la population étaient orthodoxes et 21,9 % catholiques.

## Démographie
Comme beaucoup de villes de Transylvanie, le recensement de 1910 comptabilise une majorité hongroise : 1 604 Roumains (soit 45,6 %) et 1 864 Hongrois (53 %).
La tendance s'inverse après le rattachement de la ville à la Roumanie en 1918 et au recensement de 1930, les Hongrois ne sont plus que 752 (33 %) pour 1 425 Roumains (63 %).
Le recensement de 2002 comptabilise lui 4 205 Roumains (80,8 %) et 911 Hongrois (17,5 %).
| 1880  | 1900  | 1910  | 1930  | 1956  | 1977  | 1992  | 2002  | 2011  |
| ----- | ----- | ----- | ----- | ----- | ----- | ----- | ----- | ----- |
| 3 320 | 4 665 | 3 517 | 2 262 | 3 982 | 6 033 | 5 778 | 5 205 | 4 976 |

## Économie
L'économie de la ville a longtemps été basée sur l'extraction des métaux non ferreux qui s'est trouvée en grande difficulté après 1989.
Le tourisme pourra être un nouvel axe de développement, le potentiel de la ville étant très élevé. Une petite station de sports d'hiver voit le jour (trois pistes, deux remonte-pentes) avec plusieurs hôtels. L'escalade, le parapente et surtout la randonnée ont aussi de grandes possibilités de développement.
La réserve naturelle du "Jardin du Roi" avec sa forêt de mélèzes (larix decidua) est d'un grand attrait.